# Maša P. Žmitek
Maša P. Žmitek je slovenska ilustratorka in grafična oblikovalka.
Je samozaposlena v kulturi. Pod okriljem zavoda Divja misel je ustanovila Center ilustracije, ki ga tudi vodi. Kot zunanja sodelavka pa poučuje tudi na oddelku Ilustracija na Akademiji za likovno umetnost in oblikovanje v Ljubljani. 
Bila je pripravnica v newyorškem studiu umetnice dr. Ellen Frank v letih 2009 in 2010. Tam se je izpopolnjevala v rabi starih slikarskih tehnik in receptur. Pri projektu Frankove, Cities of Peace Illuminated, je Žmitkova več let sodelovala tudi kot asistentka umetniške vodje.
Leta 2014 je sodelovala na dražbi umetnin za obnovo OŠ Jovan Jovanović Zmaj v Obrenovcu, ki je bila uničena v poplavah. Bila je mentorica na delavnicah mednarodnega filmskega festivala za mlade Film na oko 2017. Sedela je v žiriji, ki je ocenjevala stripe, ki so do 1. maja 2020 prispeli na natečaj »Življenje v času koronavirusa« Muzeja novejše zgodovine Slovenije. Leta 2021 je bila tudi predsednica žirije za Levstikove nagrade na področju ilustracije, ki jo od leta 1949 Založba Mladinska knjiga podeljuje za dosežke na področju otroške in mladinske književnosti avtorjem, ki objavljajo pri tej založbi. Leta 2021 in 2023 pa je bila tudi članica komisije za priznanja zlata hruška, ki jih podeljuje Mestna knjižnica Ljubljana v sodelovanju z Zvezo bibliotekarskih društev Slovenije.

### Študij
Leta 2018 je magistrirala je na Akademiji za likovno umetnost in oblikovanje v Ljubljani, na oddelku za oblikovanje vizualnih komunikacij, smer Ilustracija, z delom o velikih sesalcih kenozoika (COBISS). Bila je štipendistka Mestne občine Ljubljana.

## Nagrade in priznanja
- Priznanje Hinka Smrekarja, 15. Slovenski bienale ilustracije (2024).
- univerzitetna Prešernova nagrada 2018 za magistrsko nalogo Megafavna kenozoika, razred: sesalci[14]
- priznanje Brumen za knjigo Megafavna kenozoika na 9. bienalu slovenskega oblikovanja Fundacije Brumen (2019)[15][16]
- 2024 IBBY Honour List za ilustracije iz avtorske knjige Po sledeh velikanov, sesalci kenozoika.

## Dela

### Ilustracije

#### Knjige
- Po sledeh velikanov, dinozavri jure, Maša P. Žmitek (Založba Miš, 2023)
- Po sledeh velikanov, sesalci kenozoika, Maša P. Žmitek (Založba Miš, 2021)
- Pesmi muce potovke, Svetlana Makarovič (Založba Sanje, 2021)
- Na predvečer spremembe, Danica Križanič Müller (Založba Pivec, 2015) COBISS
- Se vam lahko pridružim?, Anja Brus (Javni zavod Študentski dom, 2019 ) COBISS

#### Ostalo
- Kako zagnati trajnostno urbano regeneracijo?, vodič, KD prostoRož (2017)[17]

### Make-up
- uradni videospot Manouche in Klemen Klemen - Razprodaja (2014)[18]

### Fotografija
- uradna spletna stran oblikovalke nakita Maje Licul[19]

### Scenografija
- Zaprta vrata, Jean-Paul Sartre, Šentjakobsko gledališče Ljubljana (2012)[20]

## Razstave
- 2016 (5.-13. maj): razstava likovnih del štipendistov Mestne občine Ljubljana, v Desnem atriju Mestne hiše[13]
- 2017: razstava študentov smeri Grafično oblikovanje ALUO[21]
- 2017: skupinska fotografska razstava Nasedli kit, galerija Fbunker, Velenje[22]
- 2019 (31. maj - 22. junij): skupinska razstava Hiša ilustracij 2019, Layerjeva hiša ter galerije Mahlerca, Mergentalerjeva in Na mestu[23]
- 2019: Bienale ilustracije v Bratislavi, BIB 2019[24]
- 2020 (6. februar - 29. marec 2020): samostojna razstava v Galeriji Prešernove hiše (Gorenjski muzej)[25]